# 29 Pułk Piechoty (III Rzesza)
29 Pułk Piechoty (niem. Infanterie-Regiment 29, IR 29) – pułk piechoty niemieckiej okresu III Rzeszy.
Sformowany 1 października 1934 pod nazwą  Pułk Piechoty Krosno (Infanterie-Regiment Crossen, IR Crossen). 15 października 1935 otrzymał numer 29. Wchodził w skład  3 Dywizji Piechoty z  Frankfurtu nad Odrą.
W 1939 jedynie sztab pułku i 14 kompania posiadała pojazdy mechaniczne. Pozostałe pododdziały dysponowały trakcją konną.
15 października 1942 przeformowany w zmotoryzowany 29 Pułk Grenadierów (Grenadier-Regiment 29 (mot.)).

## Zakwaterowanie
Początkowo dowództwo pułku i jego kompanie sztabowe stacjonowały w Krośnie Odrzańskim, a 2 batalion zorganizowano w Chociebużu (Cottbus).
W Gubinie:
W połowie listopada 1938 w obiekcie Muckenberg I stacjonował sztab pułku, kompania sztabowa, 13  kompania artylerii piechoty i 14 kompania przeciwpancerna. W koszarach Muckenberg II stacjonował sztab 1 batalionu i kompanie od 1 do 4. W koszarach Moltkego znajdował się sztab 3 batalionu oraz kompanie od 9 do 12.

## Szkolenie i wychowanie
Kadra zawodowa oraz żołnierze odbywający obowiązkową służbę wojskową byli wychowani w duchu narodowym, wręcz narodowosocjalistycznym. Dominowały hasła: "Z Bogiem dla cesarza (Führera), narodu i ojczyzny", albo "Najwyższą zapłatę i najgłębsze szczęście żołnierz znajduje w świadomości radośnie spełnionego obowiązku" lub "Wehrmacht to zbrojna prawica narodu niemieckiego, która chroni Rzeszę Niemiecką i ojczyznę, naród zjednoczony w narodowym socjalizmie i jego przestrzeń życiową". 
W służbie bardzo wielką rolę odgrywał dryl ceremonialny. Dużą część szkolenia przeznaczano na ćwiczenie chwytów karabinem i marszu paradnego. Przygotowując się do wojny, pododdziały ćwiczyły na koszarowym dziedzińcu, strzelnicy koło Bieżyc i poligonie na wschód od Wałowic.

## Dowódcy pułku
- Oberst Eccard von Gablenz (formowanie) (do 1 grudnia 1935)
- Oberst Erich Schroeck (1 grudnia 1935 – 31 października 1939)
- Oberst Fritz-Hubert Graeser (26 sierpnia 1939 – 11 lipca 1941 (ciężko ranny))
- Oberstleutnant Erich Kahsnitz (11 lipca 1941 – 20 sierpnia 1941)
- Oberst August-Wilhelm Küster (25 sierpnia 1941 – 23 lipca 1942)